# كولكويت
كولكويت (بالإنجليزية: Colquitt, Georgia)‏ هي مدينة تقع في مقاطعة ميلر، جورجيا بولاية جورجيا في الولايات المتحدة. تبلغ مساحة هذه المدينة 21.4 (كم²)، وترتفع عن سطح البحر 51 م، بلغ عدد سكانها 1939 نسمة في عام 2010 حسب إحصاء مكتب تعداد الولايات المتحدة.

## وصلات خارجية
- Cities & Counties - Georgia.gov